# Red Bluff Park
Red Bluff Park är en park i Kanada.   Den ligger i provinsen British Columbia, i den centrala delen av landet, 3 700 km väster om huvudstaden Ottawa. Red Bluff Park ligger 739 meter över havet. Den ligger vid sjön Babine Lake.
Terrängen runt Red Bluff Park är varierad. Trakten runt Red Bluff Park är nära nog obefolkad, med mindre än två invånare per kvadratkilometer.. Närmaste större samhälle är Granisle, 4,3 km nordväst om Red Bluff Park. 
I omgivningarna runt Red Bluff Park växer i huvudsak barrskog.